# 野村真美
野村 真美（のむら まみ、1964年10月19日 - ）は、日本の女優。神奈川県横浜市出身。
1988年、朝の連続ドラマシリーズ『花らんまん』（YTV）でテレビ初主演。
1989年度NHK大河ドラマ『春日局』では秀頼の正室・千姫役で出演。
1990年開始の国民的な大人気ドラマ 長寿シリーズ『渡る世間は鬼ばかり』シリーズでは 恋多き 四女岡倉葉子役で当たり役を得る。
尊敬する人はマザー・テレサ 。東宝芸能所属。

## 人物・来歴
音楽の授業で人前で歌うのが大の苦手だったが、横浜学院女子高等学校在学中にホリプロタレントスカウトキャラバンで関東地区代表に選出。1985年『金曜劇場 ママたちが戦争を始めた!』でデビュー。『渡る世間は鬼ばかり』で長年共演している藤田朋子とは親交が深い。『大奥十八景』『吉原炎上』の体当たり演技が話題となる。
2009年1月にテレビ番組制作プロデューサーと結婚。テレビ朝日「徹子の部屋」に出演。2014年に出演したテレビ東京系「ローカル路線バス乗り継ぎの旅」で漫画家の蛭子能収から婚姻中にもかかわらず公開プロポースを受けた。2017年5月に離婚。
旅番組の出演も多く。2018年には縁もゆかりもない地方に移住するテレビ番組『イチから住～前略、移住しました～』で静岡県三島市の薪ストーブ付きの一軒家に移住体験。座右の銘は『行き当たり、ばっちり！』。

## 趣味・特技
容姿のイメージとは異なりかなりの行動派。趣味の海外旅行では、ペルー（マチュピチュ）、インド、イスラエル、シリア、ヨルダンなど多くの国に渡航経験あり。初の一人旅はネパールで、その他にエジプト、ベトナム、タイ、オーストラリアなど。アメリカに1ヶ月滞在したこともある。2012年に世界で最も寒い村ロシアサハ共和国オイミャコンを訪問。槍ヶ岳、北岳、富士山などを登坂する登山やフリークライミングをする。
朝と夜、毎日15分間の瞑想を行うことがルーティーン。身体を動かすことは好きで、太極拳、エジプト舞踊やヨガではアシュタンガヨガ、スポーツではゴルフやアイススケートをする。趣味はプロレス観戦で、WWEのファン。韓国語スクールにも通う。キャンプ、野菜好きで料理もよくする。健康法も数多く試していて日々の16時間断食やハーバード大学式野菜スープ、米も食べるが、玄米中心主食などを実践している。
特技は日舞（花柳流）。カラーセラピスト ディプロマの資格を持つ。好きな食べ物は「海老フライ （尻尾も食べる）」「玄米ごはん」「あんこ」「あんドーナツ 」「杏仁豆腐 」「はちみつ梅」など。「ニコちゃんマーク 」が好きすぎて2016年には日テレ『有吉反省会』に出演。音楽では浜田省吾のファンクラブに入会している。高校時代にはローラースケートのサークルに所属していた。

## 出演
主演・ヒロイン、 友情・特別出演など

### 映画
| 年代   | タイトル                              | 監督           | 役名         | 配給会社                 |
| ------ | ------------------------------------- | -------------- | ------------ | ------------------------ |
| 1986年 | 大奥十八景                            | 鈴木則文       | よしの       | 東映                     |
| 1987年 | 吉原炎上。                            | 五社英雄       | お春         | 東映                     |
| 1988年 | 花園の迷宮                            | 伊藤俊也       | 美津（椿）   | 東映                     |
| 1991年 | 江戸城大乱                            | 舛田利雄       | 麻鳥         | 東映                     |
| 1992年 | 寒椿                                  | 降旗康男       | 小奴         | 東映                     |
| 1995年 | 修羅がゆく                            | 和泉聖治       | 蛍子         | ヒーロー                 |
| 1996年 | 岸和田少年愚連隊 カオルちゃん最強伝説 | 宮坂武志       | 藤井京子先生 | ゼディック               |
| 2007年 | 子宮の記憶 ここにあなたがいる         | 若松節郎       | 島本真人の母 | トルネード・フィルム     |
| 2015年 | NORIN TEN～稲塚健次郎物語～           | 稲塚秀孝       | イト         | アークエンタテインメント |
| 2021年 | ある家族                              | ながせきいさむ | 一ノ瀬陽子   | テンダープロ             |
| 2023年 | ぬくもりの内側                        | 田中壱征       | 梶原院長     | イオンエンターテイメント |

### テレビ（連続テレビドラマ）
| 年代   | タイトル                              | 局       | 役名                     | 備考                         |
| ------ | ------------------------------------- | -------- | ------------------------ | ---------------------------- |
| 1985年 | ママたちが戦争を始めた!               | 日テレ   | 藤井奈々                 |                              |
| 1985年 | スタア誕生                            | CX       | 及川圭子                 |                              |
| 1985年 | 華やかな誤算                          | TBS      | 川辺ユキ                 | 金曜劇場                     |
| 1985年 | 暴れん坊将軍II                        | テレ朝   | おせつ                   | 暴れん坊将軍シリーズ 第174話 |
| 1986年 | 親子ゲーム                            | TBS      |                          |                              |
| 1987年 | まんが道                              | NHK      | 小村記者                 | 銀河テレビ小説               |
| 1987年 | 若大将天下ご免!                       | テレ朝   | お夏・お波               |                              |
| 1987年 | スタンドバイミー・気まぐれ白書        | TBS      |                          |                              |
| 1988年 | 花らんまん                            | 日テレ   | 宇野巴（※主演）          | 朝の連続ドラマシリーズ       |
| 1989年 | 春日局                                | NHK      | お春                     | 大河ドラマ：少女期は小島聖   |
| 1989年 | 織田信長                              | TBS      | 阿茶                     |                              |
| 1989年 | 暴れん坊将軍III                       | テレ朝   | おくみ                   | 暴れん坊将軍シリーズ 第73話  |
| 1989年 | 坂本龍馬                              | TBS      | 千葉さな子               |                              |
| 1989年 | ボクらの疎開戦争!                     | テレ朝   |                          |                              |
| 1989年 | 夫の遺産                              | TBS      |                          | 東芝日曜劇場                 |
| 1989年 | 暴れん坊将軍III                       | テレ朝   | おくみ                   | 暴れん坊将軍シリーズ 第73話  |
| 1990年 | 樅ノ木は残った                        | 日テレ   | おイト                   |                              |
| 1990年 | 話してよいつものように                | TBS      |                          | 東芝日曜劇場                 |
| 1990年 | 向田邦子メモリアル じゃがいも         | テレ朝   |                          |                              |
| 1990年 | 渡る世間は鬼ばかり                    | TBS      | 岡倉葉子                 | ※ 第1シリーズ                |
| 1990年 | 勝海舟                                | 日テレ   | 増田イト                 |                              |
| 1990年 | お江戸捕物日記 照姫七変化             | CX       |                          |                              |
| 1991年 | 大逆襲! 四匹の用心棒                  | テレ朝   | お島                     |                              |
| 1992年 | 徳川無頼帳                            | テレ東   |                          |                              |
| 1992年 | 大人は判ってくれない                  | CX       |                          |                              |
| 1993年 | 渡る世間は鬼ばかり                    | TBS      | 岡倉葉子                 | ※ 第2シリーズ                |
| 1993年 | 花の咲く家                            | CX       |                          |                              |
| 1993年 | 暴れん坊将軍V                         | テレ朝   | 大友千鶴                 | 暴れん坊将軍シリーズ         |
| 1994年 | 愛の天使                              | CX       | 芹沢沙都美               |                              |
| 1995年 | たたかうお嫁さま                      | 日テレ   | 武藤朋子                 |                              |
| 1995年 | 侠客・幡随院長兵衛                    | テレ東   | おきん                   |                              |
| 1996年 | 渡る世間は鬼ばかり                    | TBS      | 岡倉葉子                 | ※ 第3シリーズ                |
| 1998年 | 渡る世間は鬼ばかり                    | TBS      | 岡倉葉子                 | ※ 第4シリーズ                |
| 2000年 | 渡る世間は鬼ばかり                    | TBS      | 岡倉葉子                 | ※ 第5シリーズ                |
| 2001年 | ガッコの先生                          | TBS      | 水野利紀の母             | 東芝日曜劇場                 |
| 2001年 | 鬼平犯科帳                            | CX       | おりつ                   |                              |
| 2002年 | 渡る世間は鬼ばかり                    | TBS      | 岡倉葉子                 | ※ 第6シリーズ                |
| 2003年 | マルサ!!東京国税局査察部              | CX       | 美作成美                 |                              |
| 2003年 | 新・京都迷宮案内                      | テレ朝   |                          |                              |
| 2004年 | 渡る世間は鬼ばかり                    | TBS      | 岡倉葉子                 | ※ 第7シリーズ                |
| 2004年 | ミニモニ。でブレーメンの音楽隊        | NHK      | 犬塚淑子                 | 第3部                        |
| 2005年 | 上を向いて歩こう〜坂本九物語〜        | テレ東   | 阿部喜久代               |                              |
| 2006年 | 相棒 Season4                          | テレ朝   | 竹下弥生                 | 第15話「殺人セレブ」         |
| 2006年 | 渡る世間は鬼ばかり                    | TBS      | 大原葉子                 | ※ 第8シリーズ                |
| 2007年 | 忠臣蔵 瑤泉院の陰謀                   | テレ東   | 近衛熙子                 |                              |
| 2007年 | 警視庁捜査一課9係                     | テレ朝   | 須藤奈津美               |                              |
| 2008年 | トップセールス                        | NHK      | 横山早苗                 | 第5話                        |
| 2008年 | おみやさん 第6シリーズ                | テレ朝   | 花蝶（河原冬美）         |                              |
| 2008年 | 渡る世間は鬼ばかり                    | TBS      | 大原葉子                 | ※ 第9シリーズ                |
| 2008年 | わたしが子どもだったころ              | NHK      | 加藤淑子                 |                              |
| 2010年 | 警視庁失踪人捜査課                    | テレ朝   | 南田美奈子               |                              |
| 2010年 | 渡る世間は鬼ばかり                    | TBS      | 大原葉子                 | ※ 最終シリーズ               |
| 2010年 | コード・ブルー -ドクターヘリ緊急救命- | CX       | 米田雅子                 |                              |
| 2011年 | 越境捜査3                             | テレ朝   | 奥村佳子                 |                              |
| 2011年 | 示談交渉人 ゴタ消し                   | 日テレ   | 佐伯翔子                 | 第9話                        |
| 2012年 | デカ 黒川鈴木                         | 日テレ   | 夏八木亜紀               | 第12話                       |
| 2013年 | ハンチョウシリーズ6〜警視庁安積班〜   | TBS      | 寺田佐和子               |                              |
| 2014年 | ほっとけない魔女たち                  | CX       | 小西美幸                 | Episode 2                    |
| 2015年 | 科捜研の女                            | テレ朝   | 桐野朝子                 |                              |
| 2016年 | 警視庁・捜査一課長                    | テレ朝   | 岡野治美                 |                              |
| 2016年 | クロスロード                          | NHK      | 君塚瞳                   | BSプレミアム／第2シリーズ    |
| 2019年 | 家政夫のミタゾノ第3シリーズ           | テレ朝   | 昭恵                     | 第5話                        |
| 2019年 | 小吉の女房                            | NHK      | 阿茶局（西の丸 奥女中 ） | 第2回、第3回                 |
| 2020年 | ハルとアオのお弁当箱                  | BSテレ東 | 佐藤綾子                 |                              |

### テレビ（ドラマ）単発・ゲスト
| 年代   | タイトル             | 作品                                          | 局     | 役名             |
| ------ | -------------------- | --------------------------------------------- | ------ | ---------------- |
| 1987年 | 金曜 女のドラマ      | 京都愛人旅行殺人事件                          | CX     |                  |
| 1990年 | 月曜・女のサスペンス | 太宰治のカチカチ山殺人事件                    | テレ東 | 稲葉宇佐子       |
| 1991年 | 世にも奇妙な物語     | 開かずの踏切                                  | CX     |                  |
| 1992年 | 火曜サスペンス劇場   | 京都・女性記者シリーズ6 京都吉野殺人街道      | 日テレ | 小山苗子         |
| 1992年 | 新春時代劇SP         | 森の石松 ～すし食いねェ! ご存じ暴れん坊一代   | CX     | お春             |
| 1994年 | 金曜エンタテイメント | 名探偵 明智小五郎第1作 地獄の道化師           | CX     | 野上あい子       |
| 1994年 | 渡る世間は鬼ばかり   | 秋のスペシャル                                | TBS    | 岡倉葉子         |
| 1995年 | 渡る世間は鬼ばかり   | 年末スペシャル                                | TBS    | 岡倉葉子         |
| 1997年 | 金曜エンタテイメント | 姑は名探偵芹澤雅子 八丈島南国リゾート殺人事件 | CX     | 芹澤真弓         |
| 1998年 | 火曜サスペンス劇場   | 警部補 佃次郎5 あかね雲                       | 日テレ | 浜田宏江         |
| 1998年 | 火曜サスペンス劇場   | 弁護士・高林鮎子22 北陸本線の死角             | 日テレ | 島岡冴子         |
| 1998年 | 金曜エンタテイメント | 浅見光彦シリーズ7 恐山殺人事件                | CX     | 唐橋春美         |
| 1999年 | 土曜ワイド劇場       | 作家 小日向鋭介の推理日記第3作                | テレ朝 |                  |
| 1999年 | 渡る世間は鬼ばかり   | 二時間年末特別企画                            | TBS    | 岡倉葉子         |
| 2000年 | 渡る世間は鬼ばかり   | 春の二時間スペシャル                          | TBS    | 岡倉葉子         |
| 2001年 | 女と愛とミステリー   | 監察医・篠宮葉月 死体は語る1                  | テレ東 | 仙道恭子         |
| 2002年 | 土曜ワイド劇場       | 科学捜査研究所・文書鑑定の女                  | テレ朝 | 生田愛子         |
| 2002年 | 月曜ミステリー劇場   | カードGメン・小早川茜                         | TBS    | 前田泉           |
| 2002年 | 女と愛とミステリー   | 西村寿行の日本縦断サスペンス 犬笛             | テレ東 | 法眼規子         |
| 2003年 | 月曜ミステリー劇場   | 弁護士 朝吹里矢子                             | TBS    | 栗山ゆかり       |
| 2003年 | 女と愛とミステリー   | 伊豆・龍宮伝説殺人事件                        | テレ東 | 平城勝子         |
| 2004年 | 月曜ミステリー劇場   | 浅見光彦シリーズ19「長崎殺人事件」            | TBS    | 江口紗綾子       |
| 2004年 | 女と愛とミステリー   | 不倫調査員・片山由美5                         | テレ東 | 三沢ゆき子       |
| 2004年 | 女と愛とミステリー   | 窓際信金マンの事件帳簿2                       | テレ東 | 桜井友美         |
| 2005年 | 土曜ワイド劇場       | 終着駅シリーズ18 破婚の条件                   | テレ朝 | 里見昌枝         |
| 2006年 | 土曜ワイド劇場       | タクシードライバーの推理日誌21                | テレ朝 | 若林朝江         |
| 2007年 | 水曜ミステリー9      | 北アルプス山岳救助隊・紫門一鬼                | テレ東 | 峰原弥生         |
| 2008年 | 土曜ワイド劇場       | 鉄道捜査官                                    | テレ朝 | 野村冴子         |
| 2008年 | 水曜ミステリー9      | 刑事吉永誠一 涙の事件簿                       | テレ東 | 羽村弘美         |
| 2009年 | 経済ドキュメンタリー | ルビコンの決断                                | テレ東 | 和田フレッド政子 |
| 2010年 | 土曜ワイド劇場       | 検事・朝日奈耀子9                             | テレ朝 | 江口美枝子       |
| 2011年 | 月曜ゴールデン       | 刑事シュート しゅうと&ムコの事件日誌3         | TBS    | 神谷涼子         |
| 2012年 | 水曜ミステリー9      | 信州山岳刑事 道原伝吉                         | テレ東 | 淡路陶子         |
| 2012年 | 水曜ミステリー9      | 松本清張没後20年特別企画 事故〜黒い画集〜     | テレ東 | 山西勝子         |
| 2012年 | 渡る世間は鬼ばかり   | ただいま!!2週連続スペシャル 前後編            | TBS    | 大原葉子         |
| 2013年 | 水曜ミステリー9      | 湯けむりドクター華岡万里子の温泉事件簿        | テレ東 | 野中果織         |
| 2013年 | 水曜ミステリー9      | 看護師・戸田鮎子の推理カルテ                  | テレ東 | 東田弘美         |
| 2013年 | 土曜ワイド劇場       | 終着駅シリーズ27 悪の魂                       | テレ朝 | 升田美奈子       |
| 2013年 | 渡る世間は鬼ばかり   | 2013年2時間スペシャル 前後篇                  | TBS    | 大原葉子         |
| 2014年 | 土曜ワイド劇場       | 司法教官・穂高美子3                           | テレ朝 | 大林公子         |
| 2015年 | 土曜ワイド劇場       | 再捜査刑事・片岡悠介7                         | テレ朝 | 野々村尚美       |
| 2015年 | 渡る世間は鬼ばかり   | 2015年2時間スペシャル 前後篇                  | TBS    | 大原葉子         |
| 2016年 | 月曜名作劇場         | あんみつ検事の捜査ファイル                    | TBS    | 青山まどか       |
| 2016年 | 渡る世間は鬼ばかり   | 2016年二夜連続特別企画                        | TBS    | 大原葉子         |
| 2017年 | 渡る世間は鬼ばかり   | 2017年3時間スペシャル                         | TBS    | 大原葉子         |
| 2018年 | 渡る世間は鬼ばかり   | 3時間スペシャル2018                           | TBS    | 大原葉子         |
| 2019年 | 日曜プライム         | 終着駅シリーズ35 鬼子母の末裔                 | テレ朝 | 山岡晴子         |
| 2019年 | 渡る世間は鬼ばかり   | 3時間スペシャル                               | TBS    | 大原葉子         |
| 2022年 | ウルトラマンデッカー | 第10話「人と怪獣」                            | テレ東 | シゲナガマキ     |

### テレビ番組
- 所さんの世界のビックリ村!〜こんなトコロになぜ?〜（テレビ東京 、2012年12月29日） 「-71.2℃!世界で一番寒い村」ロシア連邦・サハ共和国オイミャコン村を訪れた。
- 美の巨人たち （テレビ東京 - 2011年、2013年）
- 大人の山歩き-自分に出会える百名山- (テレビ朝日）
- プレバト!! (毎日放送）-俳句
  - 2016年9月15日
  - 2017年8月31日
  - 2018年7月26日
  - 2019年10月31日
- イチから住～前略、移住しました (テレビ朝日、2018年2月25日～5月20日）
- 夢、叶えるために… (テレビ東京、2017年7月1日～2018年6月9日）
- 踊る!さんま御殿!! (日本テレビ）
  - 2019年3月26日
- 直撃LIVE グッディ! (フジテレビ）
  - 2018年11月29日
- 名医のTHE太鼓判! (TBS）
  - 2018年9月17日
  - 2019年1月21日
- 昼めし旅 〜あなたのご飯見せてください!〜 (テレビ東京）
  - 2018年12月25日
- 爆報! THE フライデー (TBS、2019年7月19日）
- クイズ!脳ベルSHOW (BSフジ）
  - 2020年11月23日、11月24日
  - 2022年11月7日、11月14日、12月5日
- テレビショッピング
  - ミッドナイトマルシェ  (テレビ朝日）
  - Goods Bar (テレビ東京）
  - 買物の時間 (テレビ東京）
  - サタデーテレショップ  (テレビ東京）
  - サンデーテレショップ  (テレビ東京）
- ソレダメ!〜あなたの常識は非常識!?〜 (テレビ東京）
  - 2022年4月13日、5月18日
- ミミヨリ!  (フジテレビ）
  - 2021年4月18日

### ラジオドラマ
- 流星倶楽部（2006年） - 渚エリカ
- 京極夏彦ラジオドラマ 『百器徒然袋』（2007年） - 池田英恵

### CM
- スクウェア
- 任天堂

## 書籍
- 山がくれた百のよろこび 山と溪谷社 （2004年）ISBN 4635330370